# The Mystery of the Blue Train
The Mystery of the Blue Train (O Trem Azul ou O Mistério do Trem Azul, no Brasil / O Mistério do Comboio Azul, em Portugal) é um romance policial de Agatha Christie, publicado em 1928, e conta com a participação do detetive Hercule Poirot. 

## Enredo
Rufus Van Aldin, um milionário norte-americano, compra um colar de rubi conhecido como "Coração de Fogo" e presenteia a sua filha, Ruth Kettering. É um colar maravilhoso, muito cobiçado por ladrões e colecionistas. A vida de Ruth no momento está um caos: tanto ela quanto seu marido, Derek, estão tendo casos extraconjugais. Ela quer o divórcio, mas o marido, apegado à fortuna da esposa, se recusa a dá-lo. 
Durante a viagem no “Trem Azul” em direção a Nice, Ruth parece ansiosa e pede conselhos a uma desconhecida, Katherine Grey. Durante a noite, Ruth é estrangulada e desfigurada e o "Coração de Fogo" é roubado. Por pura ironia do destino, um dos passageiros era Hercule Poirot, que será encarregado pelo pai de Ruth de descobrir o assassino. A situação é complexa, mas Poirot contará com a ajuda de Katherine para resolver o mistério, que pode envolver um perigoso ladrão de joias, conhecido como "O Marquês". 